# Giro di Vallonia 2025
Il Giro di Vallonia 2025, cinquantaduesima edizione della corsa e valida come evento dell'UCI ProSeries 2025 categoria 2.Pro, si svolse in cinque tappe dal 26 al 30 luglio 2025 su un percorso di 847 km, con partenza da Nassogne e arrivo a Bertrix, in Vallonia, Belgio. La vittoria fu appannaggio del neozelandese Corbin Strong, il quale completò il percorso in 19h33'03", alla media di 41,245 km/h, precedendo il ceco Mathias Vacek e il britannico Oliver Knight.

## Tappe
| Tappa  | Data      | Percorso              | km    | Vincitore di tappa | Leader cl. generale |
| ------ | --------- | --------------------- | ----- | ------------------ | ------------------- |
| 1ª     | 26 luglio | Nassogne > Nassogne   | 182   | Corbin Strong      | Corbin Strong       |
| 2ª     | 27 luglio | Huy > Sambreville     | 153,1 | Oliver Knight      | Oliver Knight       |
| 3ª     | 28 luglio | Estinnes > Antoing    | 165,3 | Davide Donati      | Oliver Knight       |
| 4ª     | 29 luglio | Welkenraedt > Seraing | 163,3 | Mathias Vacek      | Corbin Strong       |
| 5ª     | 30 luglio | Bertrix > Bertrix     | 183,3 | Clément Izquierdo  | Corbin Strong       |
| Totale | Totale    | Totale                | 847   |                    |                     |

## Squadre e corridori partecipanti
| N.      | Cod. | Squadra                 |
| ------- | ---- | ----------------------- |
| 1-7     | ADC  | Alpecin-Deceuninck      |
| 11-17   | ARK  | Arkéa-B&B Hotels        |
| 21-27   | TBV  | Bahrain Victorious      |
| 31-37   | COF  | Cofidis                 |
| 41-47   | GFC  | Groupama-FDJ            |
| 51-57   | IGD  | Ineos Grenadiers        |
| 61-67   | IWA  | Intermarché-Wanty       |
| 71-77   | LTK  | Lidl-Trek               |
| 81-87   | MOV  | Movistar Team           |
| 91-97   | RBH  | Red Bull-Bora-Hansgrohe |
| 101-107 | JAY  | Team Jayco AlUla        |

| N.      | Cod. | Squadra                          |
| ------- | ---- | -------------------------------- |
| 111-117 | IPT  | Israel-Premier Tech              |
| 121-127 | LOT  | Lotto                            |
| 131-137 | TFB  | Team Flanders-Baloise            |
| 141-147 | TEN  | TotalEnergies                    |
| 151-157 | UXM  | Uno-X Mobility                   |
| 161-167 | VBF  | VF Group-Bardiani CSF-Faizanè    |
| 171-177 | WB2  | Wagner Bazin WB                  |
| 181-187 | TIS  | Tarteletto-Isorex                |
| 191-197 | BGL  | Baloise Glowi Lions              |
| 201-207 | PSC  | Pauwels Sauzen-Cibel Clementines |

## Dettagli delle tappe

### 1ª tappa
- 26 luglio: Nassogne > Nassogne - 182 km

Risultati
| Pos. | Corridore       | Squadra | Tempo    |
| ---- | --------------- | ------- | -------- |
| 1    | Corbin Strong   | Israel  | 4h14'00" |
| 2    | Rasmus Tiller   | Uno-X   | s.t.     |
| 3    | Anders Foldager | Jayco   | s.t.     |

| Pos. | Corridore       | Squadra | Tempo    |
| ---- | --------------- | ------- | -------- |
| 1    | Corbin Strong   | Israel  | 4h14'00" |
| 2    | Rasmus Tiller   | Uno-X   | a 4"     |
| 3    | Anders Foldager | Jayco   | a 6"     |

### 2ª tappa
- 27 luglio: Huy > Sambreville - 153,1 km

Risultati
| Pos. | Corridore      | Squadra  | Tempo    |
| ---- | -------------- | -------- | -------- |
| 1    | Oliver Knight  | Cofidis  | 3h25'49" |
| 2    | Lorenzo Milesi | Movistar | s.t.     |
| 3    | Louis Rouland  | Arkéa    | s.t.     |

| Pos. | Corridore     | Squadra | Tempo    |
| ---- | ------------- | ------- | -------- |
| 1    | Oliver Knight | Cofidis | 7h39'38" |
| 2    | Corbin Strong | Israel  | a 1"     |
| 3    | Rasmus Tiller | Uno-X   | a 5"     |

### 3ª tappa
- 28 luglio: Estinnes > Antoing - 165,3 km

Risultati
| Pos. | Corridore       | Squadra  | Tempo    |
| ---- | --------------- | -------- | -------- |
| 1    | Davide Donati   | Red Bull | 3h33'23" |
| 2    | Milan Fretin    | Cofidis  | s.t.     |
| 3    | Anders Foldager | Jayco    | s.t.     |

| Pos. | Corridore       | Squadra | Tempo     |
| ---- | --------------- | ------- | --------- |
| 1    | Oliver Knight   | Cofidis | 11h13'01" |
| 2    | Corbin Strong   | Israel  | a 1"      |
| 3    | Anders Foldager | Jayco   | a 2"      |

### 4ª tappa
- 29 luglio: Welkenraedt > Seraing - 163,3 km

Risultati
| Pos. | Corridore     | Squadra  | Tempo    |
| ---- | ------------- | -------- | -------- |
| 1    | Mathias Vacek | Lidl     | 3h53'36" |
| 2    | Corbin Strong | Israel   | s.t.     |
| 3    | Carlos Canal  | Movistar | s.t.     |

| Pos. | Corridore     | Squadra | Tempo     |
| ---- | ------------- | ------- | --------- |
| 1    | Corbin Strong | Israel  | 15h06'30" |
| 2    | Mathias Vacek | Lidl    | a 1"      |
| 3    | Oliver Knight | Cofidis | a 14"     |

### 5ª tappa
- 30 luglio: Bertrix > Bertrix - 183,3 km

Risultati
| Pos. | Corridore         | Squadra  | Tempo    |
| ---- | ----------------- | -------- | -------- |
| 1    | Clément Izquierdo | Cofidis  | 4h26'39" |
| 2    | Corbin Strong     | Israel   | s.t.     |
| 3    | Lorenzo Milesi    | Movistar | s.t.     |

| Pos. | Corridore     | Squadra | Tempo     |
| ---- | ------------- | ------- | --------- |
| 1    | Corbin Strong | Israel  | 19h33'03" |
| 2    | Mathias Vacek | Lidl    | a 9"      |
| 3    | Oliver Knight | Cofidis | a 22"     |

## Evoluzione delle classifiche
| Tappa              | Vincitore          | Classifica generale Maglia arancione | Classifica a punti Maglia gialla | Classifica scalatori Maglia bianca | Classifica giovani Maglia rossa | Classifica sprint intermedi Maglia fucsia | Classifica a squadre |
| ------------------ | ------------------ | ------------------------------------ | -------------------------------- | ---------------------------------- | ------------------------------- | ----------------------------------------- | -------------------- |
| 1ª                 | Corbin Strong      | Corbin Strong                        | Corbin Strong                    | Kenneth Van Rooy                   | Anders Foldager                 | Kenay De Moyer                            | Team Jayco AlUla     |
| 2ª                 | Oliver Knight      | Oliver Knight                        | Oliver Knight                    | Kenneth Van Rooy                   | Louis Rouland                   | Timo Kielich                              | Team Jayco AlUla     |
| 3ª                 | Davide Donati      | Oliver Knight                        | Corbin Strong                    | Kenneth Van Rooy                   | Anders Foldager                 | Markus Hoelgaard                          | Team Jayco AlUla     |
| 4ª                 | Mathias Vacek      | Corbin Strong                        | Corbin Strong                    | Vlad Van Mechelen                  | Mathias Vacek                   | Mathias Vacek                             | Movistar Team        |
| 5ª                 | Clément Izquierdo  | Corbin Strong                        | Corbin Strong                    | Henri-François Renard-Haquin       | Mathias Vacek                   | Henri-François Renard-Haquin              | Movistar Team        |
| Classifiche finali | Classifiche finali | Corbin Strong                        | Corbin Strong                    | Henri-François Renard-Haquin       | Mathias Vacek                   | Henri-François Renard-Haquin              | Movistar Team        |

Maglie indossate da altri ciclisti in caso di due o più maglie vinte
- Nella 2ª tappa Rasmus Tiller ha indossato la maglia gialla al posto di Corbin Strong.
- Nella 3ª tappa Corbin Strong ha indossato la maglia gialla al posto di Oliver Knight.

## Classifiche finali

### Classifica generale - Maglia arancione
| Pos. | Corridore          | Squadra  | Tempo     |
| ---- | ------------------ | -------- | --------- |
| 1    | Corbin Strong      | Israel   | 19h33'03" |
| 2    | Mathias Vacek      | Lidl     | a 9"      |
| 3    | Oliver Knight      | Cofidis  | a 22"     |
| 4    | Carlos Canal       | Movistar | s.t.      |
| 5    | Anders Foldager    | Jayco    | a 24"     |
| 6    | Natnael Tesfatsion | Movistar | a 26"     |
| 7    | Vlad Van Mechelen  | Bahrain  | a 27"     |
| 8    | Kim Heiduk         | Ineos    | a 28"     |
| 9    | Toon Aerts         | Lotto    | a 30"     |
| 10   | Filippo Fiorelli   | VF Group | a 31"     |

### Classifica a punti - Maglia gialla
| Pos. | Corridore       | Squadra  | Punti |
| ---- | --------------- | -------- | ----- |
| 1    | Corbin Strong   | Israel   | 76    |
| 2    | Oliver Knight   | Cofidis  | 35    |
| 3    | Lorenzo Milesi  | Movistar | 35    |
| 4    | Mathias Vacek   | Lidl     | 30    |
| 5    | Anders Foldager | Jayco    | 30    |

### Classifica scalatori - Maglia bianca
| Pos. | Corridore           | Squadra  | Punti |
| ---- | ------------------- | -------- | ----- |
| 1    | H.-F. Renard-Haquin | Alpecin  | 72    |
| 2    | Vlad Van Mechelen   | Bahrain  | 48    |
| 3    | Tom Donnenwirth     | Groupama | 38    |
| 4    | Kenneth Van Rooy    | Wagner   | 22    |
| 5    | Matevž Govekar      | Bahrain  | 22    |

### Classifica giovani - Maglia rossa
| Pos. | Corridore         | Squadra  | Tempo     |
| ---- | ----------------- | -------- | --------- |
| 1    | Mathias Vacek     | Lidl     | 19h33'12" |
| 2    | Anders Foldager   | Jayco    | a 15"     |
| 3    | Vlad Van Mechelen | Bahrain  | a 18"     |
| 4    | Tibor Del Grosso  | Alpecin  | a 24"     |
| 5    | Alexander Hajek   | Red Bull | s.t.      |

### Classifica sprint intermedi - Maglia fucsia
| Pos. | Corridore           | Squadra  | Punti |
| ---- | ------------------- | -------- | ----- |
| 1    | H.-F. Renard-Haquin | Alpecin  | 25    |
| 2    | Mathias Vacek       | Lidl     | 11    |
| 3    | Lorenzo Milesi      | Movistar | 11    |
| 4    | Vlad Van Mechelen   | Bahrain  | 10    |
| 5    | Timo Kielich        | Alpecin  | 10    |

### Classifica a squadre
| Pos. | Squadra            | Tempo     |
| ---- | ------------------ | --------- |
| 1    | Movistar Team      | 58h40'32" |
| 2    | Cofidis            | a 14"     |
| 3    | Intermarché-Wanty  | a 1'33"   |
| 4    | Lotto              | a 1'39"   |
| 5    | Alpecin-Deceuninck | a 2'43"   |